# Grażyna Bacewicz
Grażyna Bacewicz, född 5 februari 1909 i Łódź, död 17 januari 1969 i Warszawa, var en polsk violinist och kompositör. Bacewicz tillhör de mest framträdande polska tonsättarna. Hon studerade komposition och violin vid konservatoriet i Warszawa och för bland annat Nadia Boulanger i Paris.

## Verkförteckning (urval)

### Orkesterverk
- Overture (1943)
- Symfoni nr 1 (1945)
- Konsert för stråkorkester (1948)
- Symfoni nr 2 (1951)
- Symfoni nr 3 (1952)
- Symfoni nr 4 (1953)
- Musik för stråkar, 5 trumpeter och slagverk (1958)
- Konsert för orkester (1962)
- Divertimento för stråkar (1965)
- Contradizione för kammarorkester (1966)

#### Konserter
- Violinkonsert nr 1 (1937)
- Violinkonsert nr 2 (1945)
- Pianokonsert (1949)
- Violinkonsert nr 3 (1955)
- Violinkonsert nr 4 (1951)
- Cellokonser nr 1 (1951)
- Violinkonsert nr 5 (1954)
- Violinkonsert nr 6 (1957) – ej publicerad och aldrig framförd
- Cellokonsert nr 2 (1963)
- Violinkonsert nr 7 (1965)
- Konsert för två pianon och orkester (1966)
- Violakonsert (1968)

### Kammarmusik
- Kvintett för flöjt, oboe, klarinett, fagott och horn (1932)
- Kaprys nr 1 för violin och piano (1932)
- Trio för oboe, violin och cello (1935)
- Sonata för oboe och piano (1937)
- Trio för oboe, klarinett och fagott (1948)
- Svit för två violiner (1943)
- Violinsonat nr 1 "da camera" (1945)
- Concertino för violin och piano (1945)
- Kaprys [nr 2] för violin och piano (1946)
- Violinsonat nr 2 (1946)
- Stråkkvartett nr 3 (1947)
- Violinsonat nr 3 (1947)
- Trio för oboe, klarinett och fagott (1948)
- Violinsonat nr 4 (1949)
- Melodia för violin och piano (1949)
- Oberek nr 1 för violin och piano (1949)
- Kvartett för 4 violiner (1949)
- Stråkkvartett nr 4 (1951)
- Taniec mazowiecki för piano och violin (1951)
- Violinsonat nr 5 (1951)
- Pianokvintett nr 1 (1952)
- Kolysanka för violin och piano (1952)
- Oberek Noworoczny för violin och piano (1952)
- Oberek nr 2 för violin och piano (1952)
- Stråkkvartett nr 5 (1955)
- Sonatina för oboe och piano (1955)
- Partita för violin och piano (1955)
- Stråkkvartett nr 6 (1960)
- Kvartett för 4 celli (1964)
- Pianokvintett nr 2 (1965)
- Trio för oboe, harpa och slagverk (1965)
- Stråkkvartett nr 7 (1967)

### Verk för soloinstrument
- Fyra preludier för piano (1924)
- Sonata (för soloviolin) (1929)
- Children's Suite för piano (1933)
- Sonatina för piano (1933)
- Scherzo för piano (1934)
- Burlesques för piano (1935)
- Sonata för violin (1941)
- Kaprys polski för violin (1949)
- Pianosonat nr 2 (1953)
- 10 etyder för piano (1957)
- Sonata nr 2 (för soloviolin) (1958)
- Esquisse för orgel (1966)

### Verk för röst och orkester
- 3 sånger för tenor och orkester (1938)
- Olympic Cantata för kör och orkester (1948)
- Acropolis, kantat för kör och orkester (1964)

### Opera och balett
- Z chłopa król, balett (1953/54)
- Przygoda króla Artura, opera för radio (1959)
- Esik w Ostendzie, balett (1964)
- Pożadanie, balett (1968–69)